# آژانس فدرال انرژی اتمی روسیه

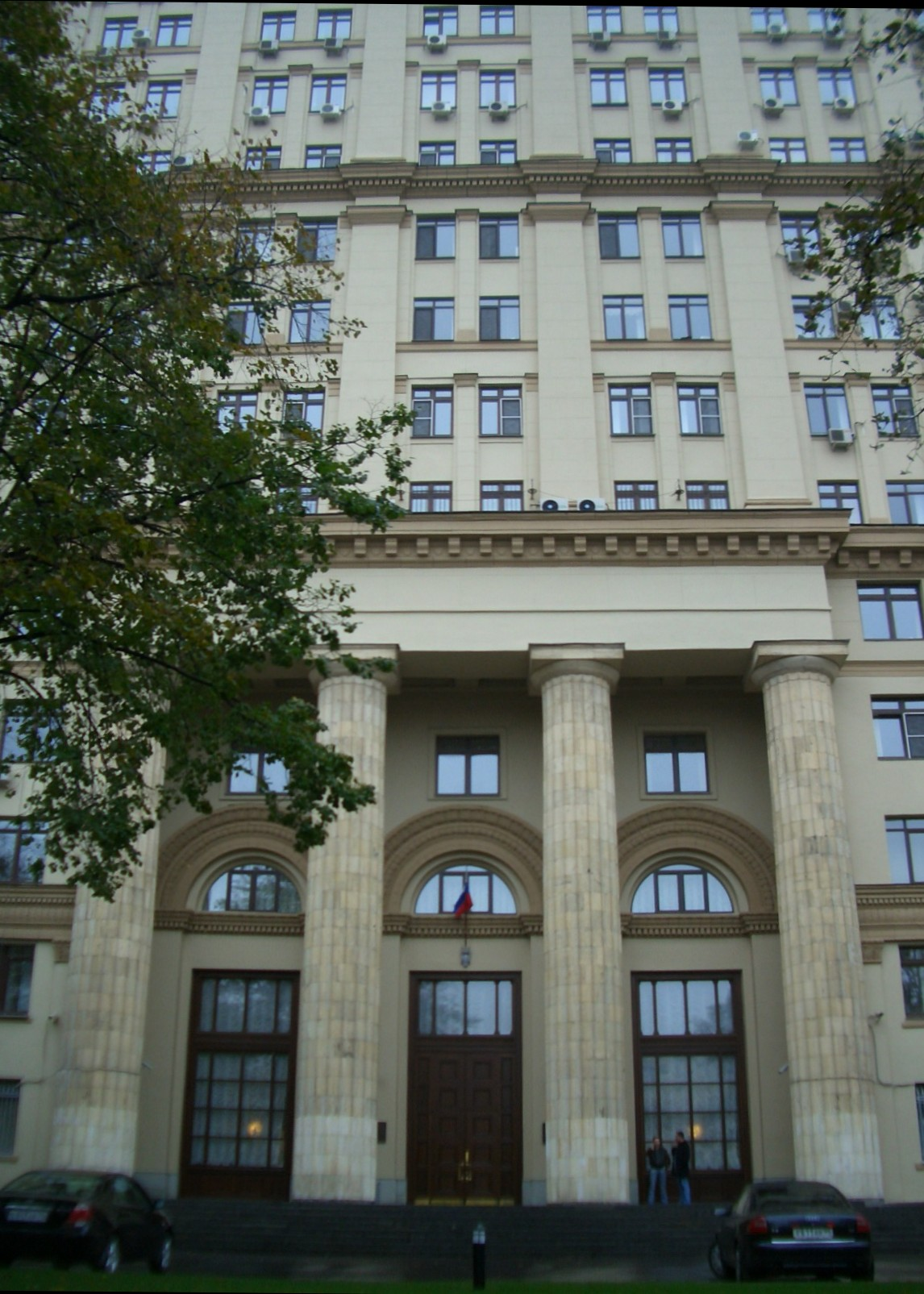
ساختمان وزارت انرژی اتمی فدراسیون روسیه واقع در مسکو

وزارت انرژی اتمی فدراسیون روسیه، آژانس فدرال انرژی اتمی روسیه (یا روس‌اتم) (به انگلیسی: Federal Agency on Atomic Energy (Russia))، یک نهاد اجرایی فدرال روسیه از ۱۹۹۲–۲۰۰۸ (به عنوان وزارت فدرال در ۱۹۹۲ – ۲۰۰۴ و به عنوان آژانس فدرال در ۲۰۰۴ – ۲۰۰۸) بودند.
وزارت انرژی اتمی فدراسیون روسیه (روسی: Министерство по атомной энергии Российской Федерации)، یا (MinAtom МинАтом) در ۲۹ ژانویه ۱۹۹۲ به عنوان جانشین وزارت مهندسی و صنایع هسته ای اتحاد جماهیر شوروی تأسیس شد.
در ۹ مارس ۲۰۰۴، به عنوان آژانس فدرال انرژی اتمی سازماندهی مجدد شد.
بر اساس قانون تصویب شده توسط پارلمان روسیه در نوامبر ۲۰۰۷ و امضای رئیس‌جمهور پوتین در اوایل دسامبر، آژانس به یک شرکت دولتی روسیه (سازمان غیرانتفاعی) به نام شرکت دولتی انرژی هسته‌ای روس‌اتم تبدیل شد.

## سران
- ویکتور میخائیلوف (۱۹۹۲–۱۹۹۸)
- یوگنی آداموف (۱۹۹۸–۲۰۰۱)
- الکساندر رومیانتسف (۲۰۰۱–۲۰۰۵)
- سرگئی کرینکو (۲۰۰۵–۲۰۰۷)